# مكتب أفراد الجيش
مكتب أفراد الجيش ( Heeres Personal Amt أو Heerespersonalamt أو Heeres Personalamt ) وكالة عسكرية ألمانية تم تشكيلها في عام 1920 ومكلفة بمسائل شؤون الأفراد لجميع الضباط والطلاب العسكريين في جيش الرايخويهر ولاحقًا الفيرماخت. مع زيادة تجنيد الضباط في عام 1935 وخاصة في الحرب العالمية الثانية، تم منحه مهام جديدة متعددة. أدت الطلبات المتزايدة إلى العديد من التغييرات التنظيمية.
في أكتوبر 1942، أصبح اللواء رودولف شيموند الرئيس الجديد لـ HPA. بعد وفاته متأثرا بجراحه التي تلقاها خلال محاولة اغتيال هتلر في 20 يوليو 1944 تولى الجنرال ويلهلم بورغدورف المهمة.
الوكالة لديها عدة أقسام ( Abteilung ). 
- Abteilung P 1: تخطيط الموارد البشرية، إدارة شؤون الموظفين من الضباط
- Abteilung P 2: المسائل التأديبية للضباط
- Abteilung P 3: تعيين ضباط هيئة الأركان العامة؛ نُقلت إلى الإدارة المركزية لهيئة الأركان العامة للجيش عام 1935
- Abteilung P 4: إدارة شؤون الموظفين من الضباط العاملين في الوظائف الخاصة ؛ تمت إعادة تسميته P 3 في 1 أبريل 1939
- Abteilung P 5: قسم الجوائز والأوسمة

## رؤساءالمكتب
صورة
|  | {{{officeholder}}} |
|  | {{{officeholder}}} |
|  | {{{officeholder}}} |
|  | {{{officeholder}}} |
|  | {{{officeholder}}} |
|  | {{{officeholder}}} |
|  | {{{officeholder}}} |
|  | {{{officeholder}}} |
|  | {{{officeholder}}} |
|  | {{{officeholder}}} |

### اقتباسات
1. ↑  Stone 2009, p. 245.